# انسان‌شناسی زیستی

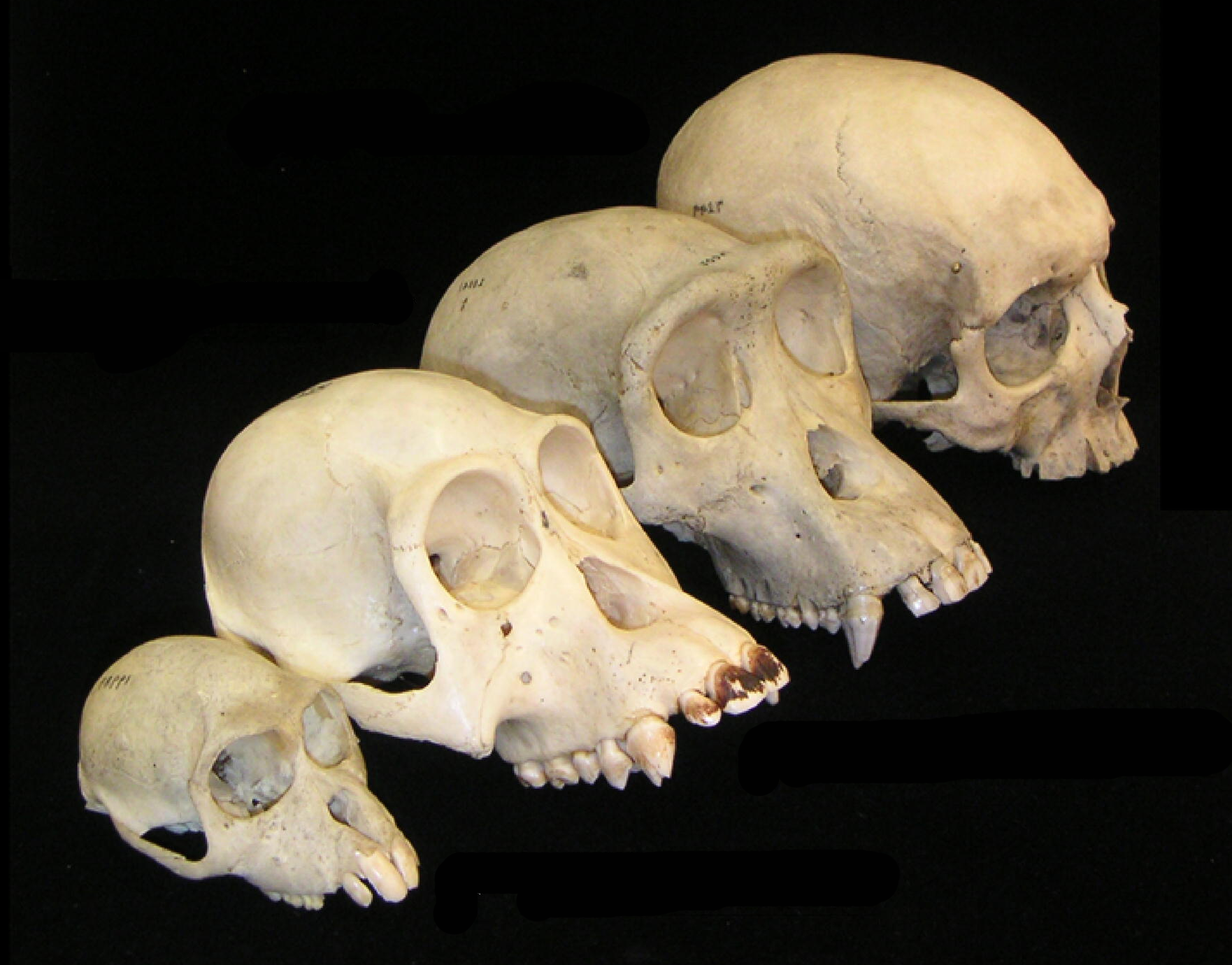
تصاویری از جمجمه گونه های مختلف انسان

انسان‌شناسی زیستی (که با نام انسان‌شناسی فیزیکی نیز نامیده می‌شود) شاخه‌ای از انسان‌شناسی است که به مطالعهٔ روند پیشرفت فیزیکی گونه‌های انسان در طول زمان می‌پردازد. این شاخه از علم نقش مهمی در دیرین-انسان‌شناسی (مطالعهٔ منشأ پیدایش بشر) و مردم‌شناسی قانونی (تحلیل و شناسایی بقایای انسان برای مقاصد قانونی) دارد.
انسان‌شناسی زیستی به مطالعه انسان‌ها به عنوان یک ارگانیسم زیستی پرداخته و تطور آن‌ها در طول زمان و نیز گوناگونی‌های امروزشان را مورد بررسی قرار می‌دهد. این حوزه، خود به سه زیر حوزه تقسیم می‌شود که شامل نخستی‌شناسی (Primatology)، دیرین-انسان‌شناسی (Paleoanthropology) و انسان‌شناسی جسمانی انسان‌های معاصر هستند.